# Mistrovství Evropy v malém fotbale 2011
Mistrovství Evropy v malém fotbale 2011 bylo 2. ročníkem neoficiálního Evropského Minifotbalového poháru a konalo se v Rumunsku v Tulcei v období od 5. do 6. listopadu 2011. Účastnilo se ho 7 týmů, které byly rozděleny do jedné skupiny po 4 týmech, a do druhé skupiny po 3 týmech. Ze skupiny pak postoupily do vyřazovací fáze první a druhý celek. Vyřazovací fáze zahrnovala 4 zápasy. Nováčky turnaje byly týmy Bulharska, Moldavska a Kypru. Ve finále zvítězili reprezentanti Rumunska, kteří porazili výběr Česka 4:3 po penaltách.

## Stadion
Turnaj se hrál na jednom stadionu v jednom hostitelském městě: Tulcea Arena (Tulcea).

## Skupinová fáze
| Vysvětlivky                         |
| ----------------------------------- |
| Týmy postupující do vyřazovací fáze |
| Vítěz zápasu je tučně zvýrazněn     |

### Skupina A
| Tým       | Z | V | R | P | VG | IG | +/− | B |
| --------- | - | - | - | - | -- | -- | --- | - |
| Rumunsko  | 3 | 3 | 0 | 0 | 11 | 2  | +9  | 9 |
| Řecko     | 3 | 1 | 1 | 1 | 5  | 6  | −1  | 4 |
| Bulharsko | 3 | 0 | 2 | 1 | 3  | 8  | −5  | 2 |
| Slovensko | 3 | 0 | 1 | 2 | 5  | 8  | −3  | 1 |

| 5. listopadu 2011 |       |           |              |
| Rumunsko          | 5 : 0 | Bulharsko | Tulcea Arena |
|                   |       |           | Tulcea Arena |

| 5. listopadu 2011 |       |           |              |
| Řecko             | 3 : 2 | Slovensko | Tulcea Arena |
|                   |       |           | Tulcea Arena |

| 5. listopadu 2011 |       |           |              |
| Rumunsko          | 3 : 1 | Slovensko | Tulcea Arena |
|                   |       |           | Tulcea Arena |

| 5. listopadu 2011 |       |       |              |
| Bulharsko         | 1 : 1 | Řecko | Tulcea Arena |
|                   |       |       | Tulcea Arena |

| 5. listopadu 2011 |       |          |              |
| Řecko             | 1 : 3 | Rumunsko | Tulcea Arena |
|                   |       |          | Tulcea Arena |

| 5. listopadu 2011 |       |           |              |
| Slovensko         | 2 : 2 | Bulharsko | Tulcea Arena |
|                   |       |           | Tulcea Arena |

### Skupina B
| Tým       | Z | V | R | P | VG | IG | +/− | B |
| --------- | - | - | - | - | -- | -- | --- | - |
| Česko     | 2 | 2 | 0 | 0 | 6  | 4  | +2  | 6 |
| Moldavsko | 2 | 1 | 0 | 1 | 7  | 4  | +3  | 3 |
| Kypr      | 2 | 0 | 0 | 2 | 3  | 8  | −5  | 0 |

| 5. listopadu 2011 |       |       |              |
| Moldavsko         | 2 : 3 | Česko | Tulcea Arena |
|                   |       |       | Tulcea Arena |

| 5. listopadu 2011 |       |      |              |
| Česko             | 3 : 2 | Kypr | Tulcea Arena |
|                   |       |      | Tulcea Arena |

| 5. listopadu 2011 |       |           |              |
| Kypr              | 1 : 5 | Moldavsko | Tulcea Arena |
|                   |       |           | Tulcea Arena |

## Vyřazovací fáze
|  | Semifinále | Semifinále   | Semifinále |  |  | Finále      | Finále          | Finále      |
|  |            |              |            |  |  |             |                 |             |
|  |            | Rumunsko     | 4          |  |  |             |                 |             |
|  |            | Moldavsko    | 1          |  |  |             |                 |             |
|  |            |              |            |  |  |             | Rumunsko (pen.) | 3 (5)       |
|  |            |              |            |  |  |             | Česko           | 3 (4)       |
|  |            | Česko (pen.) | 1 (2)      |  |  |             |                 |             |
|  |            | Řecko        | 1 (0)      |  |  | Třetí místo | Třetí místo     | Třetí místo |
|  |            |              |            |  |  |             | Moldavsko       | 1           |
|  |            |              |            |  |  |             | Řecko           | 0           |

#### Semifinále
| 6. listopadu 2011 |       |           |              |
| Rumunsko          | 4 : 1 | Moldavsko | Tulcea Arena |
|                   |       |           | Tulcea Arena |

| 6. listopadu 2011 |                  |       |              |
| Česko             | 1 : 1 2 : 0 pen. | Řecko | Tulcea Arena |
|                   |                  |       | Tulcea Arena |

#### O 3. místo
| 6. listopadu 2011 |       |       |              |
| Moldavsko         | 1 : 0 | Řecko | Tulcea Arena |
|                   |       |       | Tulcea Arena |

#### Finále
| 6. listopadu 2011 |                  |       |              |
| Rumunsko          | 3 : 3 5 : 4 pen. | Česko | Tulcea Arena |
|                   |                  |       | Tulcea Arena |